# Widerrist

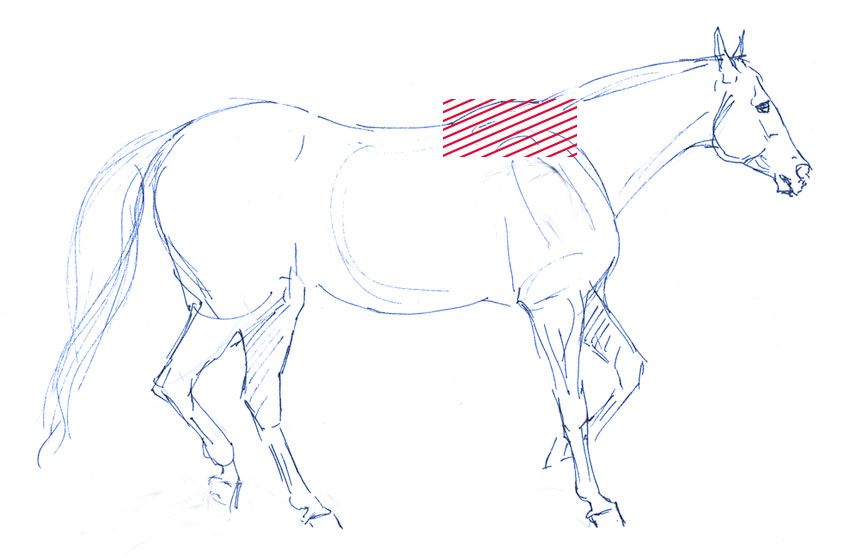
Widerrist

Der Widerrist ist der erhöhte Übergang vom Hals zum Rücken bei Vierbeinern (Säugetieren). Er wird von den langen Dornfortsätzen der ersten Brustwirbel gebildet, an denen auch das Nackenband entspringt. Unter und über dem Nackenband sind bei Equiden Schleimbeutel (Widerrist- und Genickschleimbeutel) ausgebildet.
Entsprechend wird mit der Widerristhöhe die eigentliche Größe eines Pferdes oder Hundes angegeben, weil der Widerrist bei gesenktem Kopf den höchsten Punkt des Körpers darstellt und sich damit als Messstelle eignet. Sie wird üblicherweise mit dem Bandmaß oder einem Stockmaß ermittelt. Jedoch gilt dies nicht für das Rind: Bei ihm wird üblicherweise die Kreuzbeinhöhe als relevantes Maß der Körpergröße angegeben. Bei einigen Pferderassen wie Vollblütern ist der Übergang des Halses zum Widerrist durch eine deutliche Vertiefung erkennbar; diese wird als Axthieb bezeichnet.

## Stockmaß
Die Körpergröße wird als ein Kriterium zur Rassezucht herangezogen, zu der nur angekörte männliche und weibliche Tiere verwendet werden dürfen. Diese gekörten Tiere dürfen eine bestimmte Widerristhöhe, auch als Kör- oder Stockmaß benannt, nicht über- bzw. unterschreiten. Die zur Körung erforderliche Widerristhöhe wird von den jeweiligen Rasseverbänden festgelegt und als Zuchtstandard veröffentlicht. Bei der Körung (Zuchtprüfung) überprüft die Prüfungskommission, ob die Widerristhöhe des Tieres den Zuchtstandards entspricht. Die Widerristhöhe wird als Kriterium zur Erlaubnis (Ankörung) oder Ablehnung (Abkörung) der Zuchtverwendung herangezogen. Die individuelle Widerristhöhe zur Zucht zugelassener Tiere wird in Zuchtbüchern und tiereigenen Zuchtpapieren der jeweiligen Rasseverbände eingetragen und verwaltet.
Das größte bei Pferden bisher gemessene Stockmaß sind 2,19 Meter bei einem Shire Horse.
Die entsprechende Größe für Pferde wurde bereits im alten Ägypten benutzt. Als Einheit diente die Hand – was selbst heute noch in Großbritannien für Pferde in der Größe von 10,16 cm teils gängig ist. Was in Deutschland als Handbreit eher nur noch begrenzt bekannt ist, wird in Österreich durchaus in der Fachwelt als „Faust“ bemüht.